# 무로후시 와타루
무로후시 와타루(1995년 6월 13일 ~ )는 일본의 축구 선수이다. 포지션은 미드필더이다.